# Corrençon-en-Vercors
Corrençon-en-Vercors é uma comuna francesa na região administrativa de Auvérnia-Ródano-Alpes, no departamento de Isère.